# Весёловское сельское поселение (Весёловский район)
Весёловское сельское поселение — муниципальное образование в Весёловском районе Ростовской области. 
Административный центр поселения — посёлок Весёлый.

## Административное устройство
В состав Весёловского сельского поселения входят:
- посёлок Весёлый
- хутор Верхний Хомутец
- хутор Каракашев
- хутор Проциков

## Население
| 2010    | 2012    | 2013    | 2014    | 2015    | 2016    | 2017    |
| ------- | ------- | ------- | ------- | ------- | ------- | ------- |
| 10 070  | ↗10 079 | ↗10 092 | ↘10 088 | ↗10 131 | ↘10 090 | ↘10 056 |
| 2018    | 2019    | 2020    | 2021    |         |         |         |
| ↘10 032 | ↘9967   | ↘9962   | ↘9907   |         |         |         |